# Alcidion unicolor
Alcidion unicolor es una especie de escarabajo longicornio del género Alcidion, tribu Acanthocinini, subfamilia Lamiinae. Fue descrita científicamente por Fisher en 1932.

## Descripción
Mide 8,5 milímetros de longitud.

## Distribución
Se distribuye por Haití.